# Мазь (Нижегородская область)
Мазь — деревня в городском округе город Первомайск Нижегородской области.

## География
Находится в южной части Нижегородской области на расстоянии приблизительно 19 километров (по прямой) на север от города Первомайск (Нижегородская область).

## История
Основана в 1851 году отставным прапорщиком Елагиным, переселившим сюда 7 семей крепостных из Темниковского уезда. Владелец деревни назвал ее изначально Александровкой (по своему имени), но название не прижилось. В 1897 году в деревне было отмечено 40 дворов и более 300 жителей. В 1980-е годы большинство жителей переехало в село Малый Мекателём или поселок Сатис.

## Население
Постоянное население составляло 5 человек (русские 100 %) в 2002 году, 4 в 2010.